# Lawn Dogs
Lawn Dogs è un film del 1997 diretto da John Duigan.

## Trama
Il termine Lawn Dog si riferisce a qualcuno che falcia l'erba, e nello specifico è ciò che fa il protagonista, Trent Burns (Rockwell) prima di conoscere una ragazza di 10 anni (Barton), Devon Stockard, che viene da una famiglia ricca, ha una guardia del corpo ed è continuamente isolata da essa.
Nonostante Trent viva in un bosco e Devon in una comunità chiusa, stringono un'amicizia bellissima che viene troncata quando tutti cominciano a credere che lui sia un pedofilo, cosa che non è per niente vera.

## Accoglienza
Fu catalogato Miglior film dell'anno da Michael O' Sullivan nel Washington Post, e venne accolto benissimo dal pubblico, che considerò la giovane Mischa una rivelazione.

## Riconoscimenti
- 1998 - Méliès d'argento
- 1998 - Festival internazionale del cinema fantastico di Bruxelles
  - Corvo d'Oro a John Duigan